# Rose Mary Woods

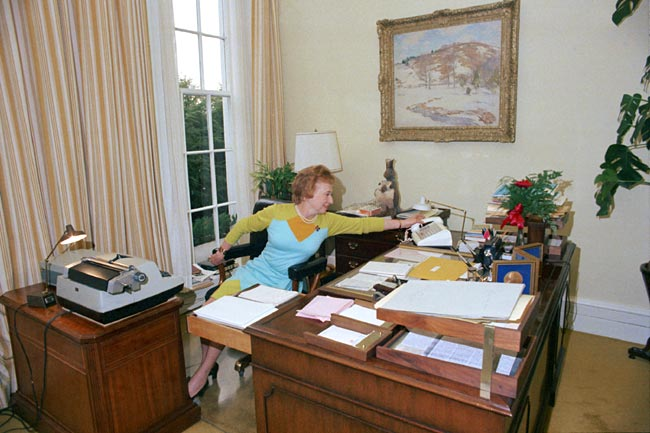
Rose Mary Woods

Rose Mary Woods (ur. 26 grudnia 1917, zm. 22 stycznia 2005 w Alliance, Ohio) – wieloletnia sekretarka prezydenta USA Richarda Nixona.
Pracowała z Nixonem przez kilkadziesiąt lat, od 1951 do końca jego politycznej kariery. Była ważnym świadkiem w trakcie afery Watergate – jako sekretarka Nixona przyznała się do omyłkowego skasowania fragmentu rozmowy telefonicznej między prezydentem a szefem jego personelu H. R. Haldemanem, która miała miejsce 20 czerwca 1972. Była to jedna z taśm, stanowiących kluczowe dowody w aferze. Późniejsze badania wykazały, że Woods skasowała około 4-5 minut, natomiast z taśmy zniknęło łącznie ponad 18 minut, kasowanych w kilku odstępach. Nie wyjaśniono całkowicie sprawy kasowań.